# George Landow (Filmemacher)
 George Landow  alias Owen Land (* 1944 in New Haven, Connecticut, USA; † 8. Juni 2011 in Los Angeles) war ein US-amerikanischer avantgardistischer Filmregisseur, Experimental-Filmemacher, Schriftsteller und Fotograf. Er gilt als Pionier des strukturellen Films.

## Leben und Werk
Owen Land wuchs als George Landow in Connecticut auf. Er studierte Zeichnen, Malerei, Skulptur und Industrial Design am Pratt Institute und an der Art Students League of New York und an der New York Academy of Art. Er studierte auch Schauspielerei und Improvisation an der Goodman School of Drama in Chicago.
Er studierte ebenfalls Klassische Musik und Flamenco-Gitarre, Klavier und Komposition; indische Gesangs- und Instrumentalmusik am Khan Ali Akbar College of Music in San Rafael, Kalifornien. Er war Lehrer an der School of the Art Institute of Chicago, an der Northwestern University, am San Francisco Art Institute und am Art Center College of Design, in Pasadena, Kalifornien. George Landow änderte seinen Namen in Owen Land in den frühen 1970er Jahren.
Er war Begründer des Experimental Theater Workshop am Art Institute of Chicago. Owen Land schrieb und inszenierte mehrere Musiktheater-Stücke, mit Original-Songs und Musik, darunter Mechanical Sensuality und Schwimmen mit Wimmen. Einige seiner ersten Filme aus den 1960er und 1970er Jahren gehören zu den ersten Beispielen für den so genannten „strukturellen Film“, auch als Minimalismus im Film bezeichnet.
Lands Filme leben von Wortspielen und hintergründigem Humor. Sie parodieren oft den experimentellen „Strukturellen Film“, zum Beispiel in Wide Angle Saxon von 1975.
Seine Arbeit ist inspiriert von Bertolt Brecht, er nimmt Anleihen bei Bildungsfilmen, und lässt sich in seinem Schaffen von der Werbung und vom Fernsehen beeinflussen.
Owen Land war mit einigen Filmen auf der Documenta 5 in Kassel im Jahr 1972 in der Abteilung Filmschau: New American Cinema vertreten.
Retrospektiven von Owen Lands Filmen wurden auf dem Edinburgh Film Festival in Schottland, im American Museum of Moving Image in New York, auf dem International Film Festival Rotterdam in den Niederlanden, in der Tate Gallery in London, im Whitney Museum of American Art und in der Kunsthalle Bern gezeigt.

## Filmographie
- 1961: Two Pieces for the Precarious Life
- 1961: Faulty Pronoun Reference, Comparison and Punctuation of the Restrictive or Non-Restrictive Element
- 1961: A Stringent Prediction at the Early Hermaphroditic Stage
- 1962: Are Era
- 1963: Richard Kraft at the Playboy Club
- 1963–1964: Fleming Faloon
- 1963: Fleming Faloon Screening
- 1964: Not a Case of Lateral Displacement
- 1965: Leopard Skin
- 1965: Adjacent Yes, But Simultaneous?
- 1965: This Film will be Interrupted after 11 Minutes by a Commercial
- 1965–1966: Film in Which There Appear Edge Lettering, Sprocket Holes, Dirt Particles, Etc.
- 1967: Bardo Follies
- 1968: The Film that Rises to the Surface of Clarified Butter
- 1969: Baroque Slippages
- 1969: Institutional Quality
- 1970: Remedial Reading Comprehension
- 1971: What’s Wrong With This Picture 1
- 1972: What’s Wrong With This Picture 2
- 1973: Thank You Jesus for the Eternal Present
- 1974: A Film of Their 1973 Spring Tour Commissioned by Christian World Liberation Front of Berkeley California
- 1975: No Sir, Orison!
- 1975: Wide Angle Saxon
- 1976: New Improved Institutional Quality: In the Environment of Liquids and Nasals a Parasitic Vowel Sometimes Develops
- 1978: Diploteratology
- 1977–1979: On the Marriage Broker Joke as Cited by Sigmund Freud in Wit and its Relation to the Unconscious or Can the Avant-Garde Artist Be Wholed?
- 1983: Noli Me Tangere/Don’t Touch Me (Video)
- 1984: The Box Theory (Video)
- 1999: Undesirables
- 2008–2009: Dialogues, or A Waist Is A Terrible Thing To Mind